# 佐紀神社 (奈良市佐紀町字亀畑)
佐紀神社（さきじんじゃ）は、奈良県奈良市佐紀町（さきちょう）小字亀畑にある神社。式内小社、旧社格は村社、神饌幣帛料供進社。

## 歴史
『神名帳考証』『神祇志料』『特選神名帳』などでは、この神社を式内社の佐紀神社にあてている。白鳳３年（674年）の創建で、寛平3年（891年）に官社に列し、後に超昇寺が別当寺となった。治承4年（1180年）、平重衡の焼き討ちにより焼失したが、中御門家忠の奏聞により文治6年（1190年）に超昇寺と併せ再興された。天正6年（1578年）にも再び兵火のため焼失し、再興されたものの社地は狭くなった。

## 祭神
- 経津主命
- 天児屋根命
- 六御縣神 - 高市・葛木・十市・志貴・山辺・曽布の六御県に坐す神とみられている[6]。

## 境内

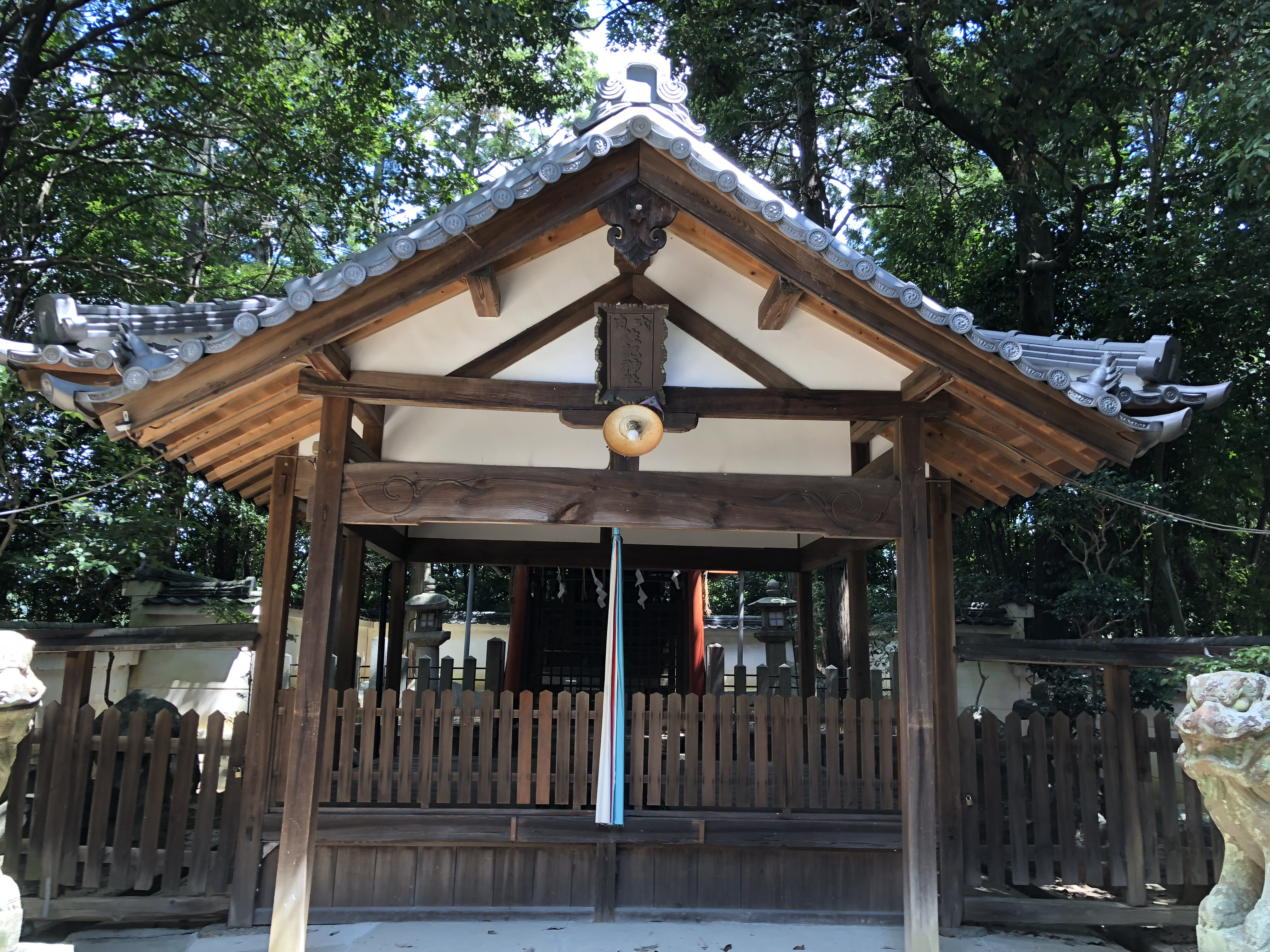
拝殿

### 本殿
一間社流造で、相殿三座。傍らに円座を刻み出した礎石があり、超昇寺のものと考えられている。

### 拝殿
二間四面、瓦葺。

### 境内社

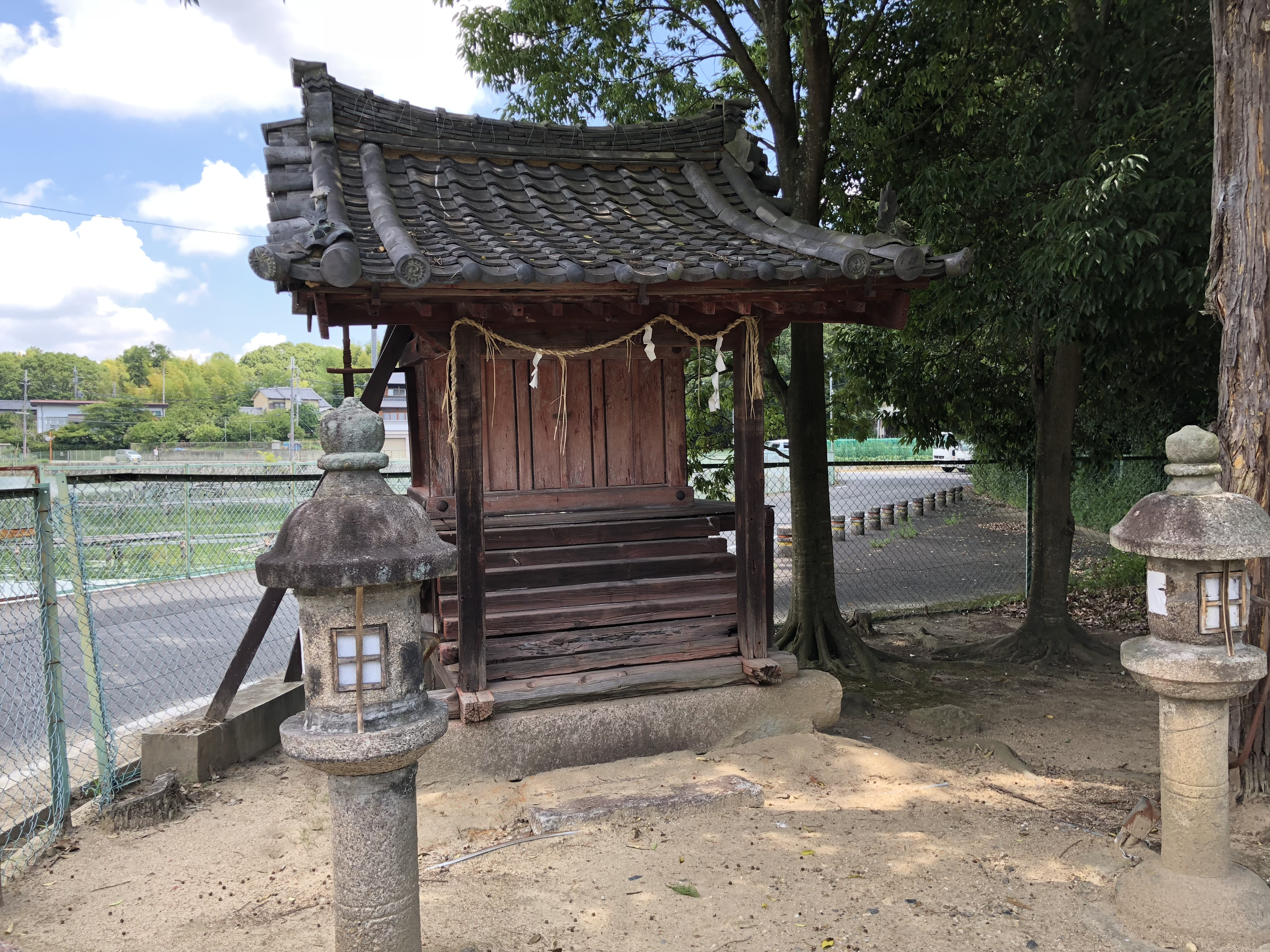
弁財天小祠

- 弁財天小祠 - 鳥居前方に南面してあり、弁天三神を祀る[2]。前に明暦2年（1656年）の石灯籠がある[2]。
- 末社市杵島姫神社、大国主神社 - 本殿の東に鎮座[2]。
- 祓戸社

## 宝物
超昇寺関連の宝物が伝わっており、いずれも奈良国立博物館に寄託されている。
- 寄木造彩色高麗犬 一対
- 伝家康秘蔵の緑杖 一柄
- 紙本著色摩利支天像 一幅
- 絹本著色日光菩薩二神将像 一幅
- 絹本著色月光菩薩十二神将像 一幅
- 絹本著色十二天像 一幅
- 紙本著色赤童子像 一幅
- 紺紙金泥法華経普門品 一巻